# 全国自治団体労働組合連合
全国自治団体労働組合連合（ぜんこくじちだんたいろうどうくみあいれんごう、地方公務員が加入する労働組合の連合組織のひとつである。略称：自治労連（じちろうれん））、混同を防ぐ際には連合・自治労連。かつては民社党系のナショナルセンターである全日本労働総同盟(同盟)に加盟していたが、同盟の総評との統合後は日本労働組合総連合会（連合）・公務公共サービス労働組合協議会（公務労協）へ加盟している。「民に近い官」と労使協調を掲げる右派系公務員労組であり、日本共産党の指導・援助により結成された全労連へ加盟している左派系公務員労組の「日本自治体労働組合総連合(全労連・自治労連)」とは別組織。

## 概要
- 本部所在地：東京都北区王子本町1丁目15番22号
- 中央執行委員長：粟田 義隆

1970年に旧総評（日本社会党支持）加盟の全日本自治団体労働組合（自治労）、全日本水道労働組合（全水道）および日本都市交通労働組合（都市交）から離脱した労働組合により結成された労働組合の連合体である。
旧同盟加盟（当時民社党支持）の労働組合であるが、現在は自治労、全水道、自治労連は連合に加盟、都市交は連合に加盟していたが、自治労と組織統合した。官公労系の組合としては右派であり、支持政党も立憲民主党より国民民主党に近いとされる。
全国労働組合総連合（全労連）加盟の日本自治体労働組合総連合（「全労連・自治労連」）と区別するために、現在は「連合・自治労連」（かつては「全官公・自治労連」）という略称が使われることもある。まぎらわしいが、両者は全くの別組織であり、考え方も全く違う。なお、一般に自治労連というと、組織規模で勝る日本自治体労働組合総連合（「全労連・自治労連」）を指すことが多いが、「自治労連」という略称は、こちらの方が先に名乗っている。組合員数は約6000人。

## 歴史
- 1970年に全日本自治団体労働組合（自治労）、全日本水道労働組合（全水道）および日本都市交通労働組合（都市交）から、「労使協調路線」や「ストライキ反対」を主張し、これらの傘下組合から分裂した労働組合により結成された。

## 加盟組合
28組合が加盟しており、1組合が準加盟となっている。
- 東北町職員組合（青森県上北郡東北町）
- 台東区役所職員労働組合（東京都台東区）
- 全北区職員連絡協議会（東京都北区）
- 玉野市役所職員組合（岡山県玉野市）
- 玉野市民病院職員組合（岡山県玉野市）
- 周南地区衛生施設組合職員労働組合（山口県下松市）
- 周南市役所職員組合（山口県周南市）
- 下関市職員組合（山口県下関市）
- 長崎原子爆弾被爆者対策協議会職員組合（長崎県長崎市）
- 楽老会職員組合（長崎県長崎市）
- 大村市職員組合（長崎県大村市）
- 大村新水道労働組合（長崎県大村市）
- 大村市競艇企業局労働組合（長崎県大村市）
- 佐世保市バス労働組合交愛会（長崎県佐世保市）
- 熊本市役所第一職員労働組合（熊本県熊本市）
- 熊本市社会福祉協議会職員労働組合（熊本県熊本市）
- 荒尾市役所新職員組合（熊本県荒尾市）
- 長洲町職員組合（熊本県玉名郡長洲町）
- 八代市役所職員組合（熊本県八代市）
- 八代市水道職員労働組合（熊本県八代市）
- 西都市役所職員組合（宮崎県西都市）
- 日向市役所職員組合（宮崎県日向市）
- えびの市役所職員組合（宮崎県えびの市）
- うるま市役所労働組合（沖縄県うるま市）
- 名護市役所職員労働組合（沖縄県名護市）
- 宮古島市職員労働組合（沖縄県宮古島市）
- 石垣市職員労働組合（沖縄県石垣市）
- 与那国町職員労働組合（沖縄県八重山郡与那国町）
- 釧路市役所労働組合（準加盟）（北海道釧路市）